# Coniophanes quinquevittatus
La culebra rayada escofinada (Coniophanes quinquevittatus) es una especie de culebra que pertenece a la familia Dipsadidae. Su área de distribución incluye el México neotropical y el norte de Guatemala. Es una especie semiacuática que habita la selva tropical húmeda, especialmente las áreas pantanosas.